# Ám ảnh (phim truyền hình)
Ám ảnh là một bộ phim truyền hình được thực hiện bởi Hãng phim Truyền hình Thành phố Hồ Chí Minh, Đài Truyền hình Thành phố Hồ Chí Minh do Phạm Ngọc Châu làm đạo diễn. Phim phát sóng vào lúc 17h30 hàng ngày bắt đầu từ ngày 11 tháng 3 năm 2012 và kết thúc vào ngày 9 tháng 4 năm 2012 trên kênh HTV9.

## Nội dung
Ám ảnh bắt đầu từ một ca cấp cứu ở bệnh viện. Bệnh nhân là một lão nông nhà ở ngoại thành. Cùng lúc đó, Phương Hà (Nguyệt Ánh) cô con gái út của lão nông, gọi điện cho bạn trai đến bệnh viện. Đó là Trần Thanh (Trí Quang), một phóng viên trẻ chuyên lĩnh vực môi trường của báo Đô thị.

## Diễn viên
- Trí Quang trong vai Trần Thanh
- Nguyệt Ánh trong vai Phương Hà
- Quý Bình trong vai Lâm Tín
- Tăng Bảo Quyên trong vai Hà Thảo

Cùng một số diễn viên khác....

## Ca khúc trong phim
Bài hát trong phim là ca khúc "Ám ảnh" do Vũ Quốc Việt sáng tác và Nhóm Cadillac / Vũ Quốc Việt thể hiện.

## Giải thưởng
| Năm  | Giải thưởng                                | Hạng mục         | (Người) đề cử | Kết quả  | Tham khảo |
| ---- | ------------------------------------------ | ---------------- | ------------- | -------- | --------- |
| 2011 | Liên hoan Truyền hình Toàn quốc lần thứ 31 | Phim truyền hình | —             | Giải bạc | [ 5 ]     |